# Ferdinando di Lasso
Ferdinando di Lasso fou un músic alemany, fill de Ferdinando di Lasso (pare), net d'Orlando di Lasso i nebot de Rudolph de Lassus, tots ells músics. Se'n sap que morí el 1636.
L'elector de Baviera l'envià a Roma el 1609 per a concloure la seva carrera musical i el 1616 entrà al servei del duc Maximilià.
A més de diverses obres musicals de caràcter religiós, que deixà manuscrites, pertany a aquest autor una obra publicada a Múnic el 1622, Apparatus musicus octo vocum, etc., que alguns atribueixen als seus pares.